# ニッポリヒト
ニッポリヒト（nipporihito）は、日本のロックバンド。略称は「ニッポリ」など。

## 概要
2006年に愛媛県松山市で、当時ジャパハリネットのリーダーとして活動していた鹿島公行と地元松山で弾き語り活動をしていた白石ひでのりを中心に結成。以前から交友のあった鹿島と白石が、スタジオに入り、音楽制作にさらなる可能性や楽しみも覚え活動の幅を広げていく。結成当時はドラム中岡良一（exジャパハリネット）、サポートギター井上卓也（NORANGE）の4人で活動していた。2009年より東京に拠点を移し活動していたが2012年に解散。解散まで事務所、レーベルに所属せず独自の活動にこだわり続け2枚のアルバムを全国リリースした。同バンドの楽曲をひめキュンフルーツ缶がカバーし、「例えばのモンスター」はオリコンインディーズシングルチャート5位、「バズワード」はオリコン総合シングルチャートで34位を記録している。解散後、白石ひでのりと林大輔は新バンドqusco（後にキミトサインに変更）を結成。
白石は、2014年12月、ひめキュンフルーツ缶メジャー2ndアルバム「電撃プリンセス」（TKCA-74169）に収録されている「君と描いた未来」を楽曲提供。2015年1月、MAD MAGAZINE RECORDSよりキミトサイン1stマキシシングル「蛍光サイレン」（BJCD-48）全国リリース。9月、MAD MAGAZINE RECORDSより白石の提供作品によるキミトサイン2ndマキシシングル「覚醒ミライ」（BJCD-50）を全国リリースう。ひめキュンフルーツ缶メジャー6thシングル「覚醒ミライ」（同タイトルコラボ）はオリコン総合シングルチャートで24位。
ベース・鹿島公行はアニメーション制作会社ユーフォーテーブルにて活動（鹿島ブログ）。2013年7月劇場版『Fate/ゼロカフェ』主題歌・音楽を担当。2014年5月から旅情報番組『おへんろ。～八十八歩記～』主題歌「千と二百の物語」の作詞・作曲を手がけた。2015年4月より南海放送ラジオにて「アニラジ」に出演。5月からは楽曲制作再開を発表し、「希行性の残羽」は2015年全国高校野球選手権愛媛大会テーマソング（愛媛朝日テレビ）に決定。10月14日、8年ぶりにジャパハリネット再結成。

## メンバー
- 白石ひでのり（しらいし - 、1979年1月16日）ボーカル－本名：白石英規（しらいし　ひでのり）愛媛県松山市出身
- 鹿島公行（かしま ひろゆき、1979年4月21日）ベース 愛媛県宇和島市出身
- 林大輔（はやし だいすけ、1985年11月29日）ギター 千葉県出身
- 笠原ゆうじ（かさはら - 、1977年12月13日）ドラム 静岡県出身、本名：笠原雄次（かさはらゆうじ）

## ディスコグラフィー

### アルバム
1. DEMO5（2007年）
2. count2（2011年）
3. 世界は時々、夢を見る（2012年）

## タイアップ
- 捜査線 LINE OVER（2010年8月28日公開、大沢樹生主演）EDテーマ「迷走フィーリング」